# Paddy Mayne
Robert Blair «Paddy» Mayne (Newtownards, Condado de Down; 11 de enero de 1915-Ibídem, 14 de diciembre de 1955) fue un teniente coronel del ejército británico, seleccionado de los British and Irish Lions en el rugby union, abogado, boxeador irlandés aficionado y miembro cofundador del Servicio Aéreo Especial (SAS en inglés).
Durante el transcurso de la Segunda Guerra Mundial se convirtió en uno de los mejores soldados del ejército británico al destruir 47 aviones en una sola acción, bien pudo haber destruido más aviones alemanes que el as de mayor puntuación de la Royal Air Force (Real Fuerza Aérea británica). Se le negó controversialmente la Cruz Victoria.
Brindó servicio militar desde 1939 hasta 1945.

## Biografía
Robert Mayne nació en Newtownards, una localidad ubicada en el condado de Down, Irlanda. Era el sexto de siete hijos en una familia protestante, los Mayne eran terratenientes prominentes que poseían varios negocios minoristas en la ciudad. Fue nombrado como Robert Blair por un primo segundo, que en el momento de su nacimiento era un oficial del ejército británico que servía en la Primera Guerra Mundial. La casa familiar, Mount Pleasant, está situada en las colinas de Newtownards. Un antepasado paterno fue Gordon Turnbull, quien dirigió el famoso Scotland Forever Charge en la Batalla de Waterloo.
Mayne asistió a Regent House Grammar School, fue allí donde su talento para la unión de rugby se hizo evidente, jugó para la escuela 1st XV y también para el equipo local de Ards RFC a partir de los dieciséis años. Mientras estaba en la escuela también jugó al críquet y al golf, y mostró aptitud como tirador en El club de fusileros. Al salir de la escuela, estudió derecho en la Queen's University de Belfast, estudiando para convertirse en abogado. Mientras estudiaba en la universidad, se convirtió en campeón de peso pesado de las universidades irlandesas en agosto de 1936.
Luego, llegó a la final del Campeonato de peso pesado de las universidades británicas, pero fue derrotado por un par de puntos. Con un hándicap de 8, ganó la Copa del Presidente del Club de Golf Scrabo al año siguiente. Mientras estaba en la universidad, Mayne era un cadete oficial del Cuerpo de Entrenamiento de Oficiales de la Queen's University, Belfast.
La primera gorra de rugby de Mayne la obtuvo en 1937, en un partido contra Gales. Después de obtener cinco topes más para Irlanda como bloqueo, Mayne fue seleccionado para la gira de los Leones británicos de 1938 a Sudáfrica. Mientras que los Leones perdieron la primera prueba, un periódico sudafricano declaró que Mayne era «sobresaliente en una manada que se enfrentó a la tremenda tarea». Jugó en diecisiete de los veinte partidos provinciales y en las tres pruebas. Al regresar de Sudáfrica, se unió a Malone RFC en Belfast.
Mientras estaba de gira en Sudáfrica con los Leones en 1938, la naturaleza bulliciosa de Mayne se destacó, destrozando las habitaciones de hotel de sus colegas, liberando temporalmente a un convicto con quien se había hecho amigo y que estaba trabajando en la construcción del estadio Ellis Park, y también escabulléndose de una cena formal para ir a cazar antílopes.
A principios de 1939, Mayne se graduó de Queen's University y se unió a George Maclaine & Co en Belfast, después de haber estado en TCG Mackintosh durante los cinco años anteriores. Mayne ganó elogios durante los tres partidos de Irlanda que jugó en 1939, con un informe que decía: «Mayne, cuya eficiencia silenciosa y casi despiadada contrasta directamente con la exuberancia de O'Loughlin, aparece en el lado lento, pero cubre el suelo a una velocidad extraordinaria para un hombre de su constitución, como han descubierto tres cuartos y la espalda completa». Siguió con su carrera deportiva hasta que se detuvo por el estallido de la Segunda Guerra Mundial.

## En la SGM

### Asignaciones iniciales

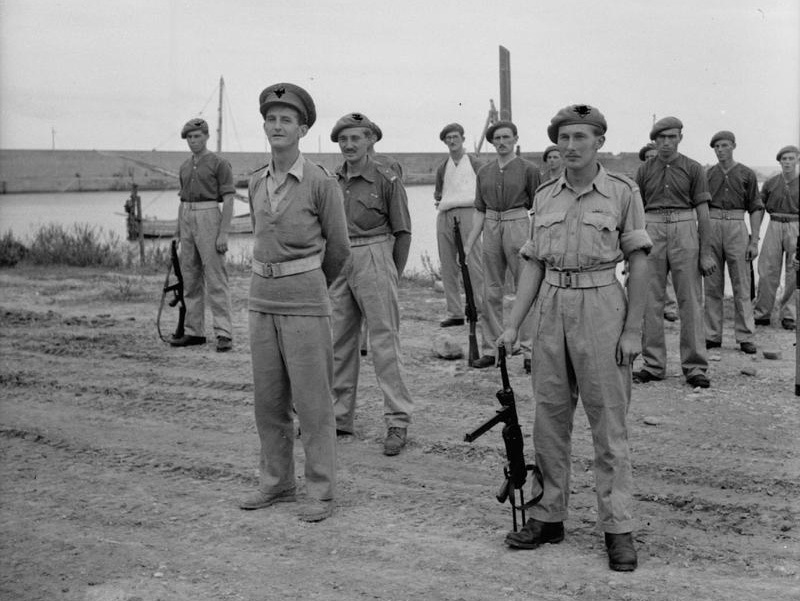
Robert Mayne (en la derecha) junto con los Royal Ulster Rifles, 1939

En marzo de 1939, antes del estallido de la Segunda Guerra Mundial, Mayne se había unido a la Reserva Suplementaria en Newtownards y recibió una comisión en la Artillería Real, siendo enviado a las 5 Baterías Antiaéreas Ligeras en el 8.º Regimiento Antiaéreo, más tarde al 8.º Regimiento antiaéreo pesado. Cuando la batería fue asignada al 9.º Regimiento Antiaéreo (más tarde 9.º Regimiento Pesado AA) para el servicio en el extranjero, Mayne fue transferido al 66.º Regimiento AA Ligero en Irlanda del Norte. Luego, en abril de 1940, fue transferido nuevamente, esta vez a los Royal Ulster Rifles.
Luego del llamado de Churchill para formar una fuerza de ataque después de la Operación Dinamo, Mayne se ofreció como voluntario para el recién formado Comando No. 11 escocés. Entró en acción en junio de 1941 como teniente segundo con el Comando No. 11 durante la Campaña Siria-Líbano. Blair dirigió con éxito una sección de hombres durante la operación del río Litani en el Líbano contra el régimen de Vichy. La operación fue dirigida por el mayor Dick Pedder del Highland Light Infantry, quien fue asesinado en combate. Mayne desempeñó un papel distinguido en la redada, por lo que fue Mencionado a los Despachos.

### Transferencia al SAS
Después de la Operación Litani, el nombre de Mayne fue recomendado al capitán David Stirling por su amigo el teniente Eoin McGonigal, un compañero oficial del Comando No. 11 escocés y uno de los primeros voluntarios del Servicio Aéreo Especial, del entonces conocido como el Regimiento de Paracaidistas. Se cree ampliamente que Mayne estaba bajo arresto por golpear a su oficial al mando, el teniente coronel Geoffrey Charles Keyes cuando Stirling lo conoció.
Pero esta historia es falsa, una entrada escrita en el diario personal de Keyes demuestra de manera concluyente que no estaba en el lío del oficial del Comando No. 11 en Salamina en la noche del 21 de junio de 1941, la fecha en que Mayne fue acusado de golpearlo. El mayor Charles Napier. Keyes había pasado la noche en otro lugar y llegó a Salamina al día siguiente, el 22 de junio de 1941, cuando el problema ya había terminado. Keyes afirma en su diario que realizó una investigación y encontró a Mayne responsable.
El diario de Keyes deja en claro que Mayne fue llevado ante el comandante de división, el brigadier Rodwell, el 23 de junio por asaltar a Napier, el segundo al mando de su batallón. Mayne tenía rencor contra Napier, porque no había participado en la incursión de Litani y que, según un miembro del 11 Comando, había disparado al perro de Mayne mientras él había estado fuera. Mayne estaba unido a su mascota (hay una famosa foto de él llevando un perro sobre sus hombros), y estaba furioso por esto. El diario de Keyes registra que, en la noche del 21 de junio, después de beber mucho, Mayne esperó junto a la tienda de Napier y lo agredió cuando regresó. Keyes también registra en su diario que Mayne fue despedido del Comando No. 11 al día siguiente, pero no dice que fue arrestado.

### Misiones (1941 y 1942)
Desde el noviembre de 1941 hasta fines de 1942, Mayne participó en muchas incursiones nocturnas detrás de las líneas enemigas en los desiertos de Egipto y Libia, donde el Servicio Aéreo Especial causó estragos al destruir muchos aviones enemigos en tierra. Mayne fue pionero en el uso de jeeps militares para realizar incursiones sorpresivas de golpe y fuga, particularmente en los aeródromos del Eje. Se afirmó que había destruido personalmente hasta 100 aviones.
Su primera incursión exitosa fue en Wadi Tamet, el 14 de diciembre de 1941, donde se destruyeron los vertederos de aviones y gasolina, el cual ayudó a mantener el SAS en existencia, luego del fracaso de la incursión inicial anterior detrás de las líneas enemigas. Por su parte en la redada en Tamet, Mayne recibió la Orden de Servicio Distinguido.
El informe oficial de Mayne sobre las incursiones de Tamet señala:

El siguiente daño se hizo en el aeródromo enemigo:
A Se colocaron bombas en 14 aviones.
B 10 aviones resultaron dañados al destruir paneles de instrumentos.
C Se volcaron los depósitos de bombas y gasolina.
D El reconocimiento se hizo hasta el paseo marítimo, pero solo se encontraron cabañas vacías.
E Se volaron varios postes telefónicos.
F Algunos italianos fueron seguidos, y la choza de la que salieron fue atacada por una ametralladora y se colocaron bombas sobre ella y sus alrededores. Parecía haber aproximadamente treinta habitantes.
Daño infligido desconocido.
Paddy Mayne

Mayne participó en la incursión SAS más exitosa de la guerra del desierto cuando, en la noche del 26 de julio de 1942 con dieciocho jeeps armados, junto con Stirling atacaron el aeródromo de Sidi Haneish. Evitaron que los detectaran, destruyendo hasta 40 aviones alemanes y escapando con la pérdida de solo tres Jeeps y dos hombres muertos. El ejército regular quería disolver el SAS, pero el éxito ayudó a mantener a raya a los críticos.

### Como oficial al mando
Después de la captura de Stirling a principios de enero de 1943, el 1.º Regimiento del SAS se reorganizó en dos partes separadas, el Escuadrón de Asalto Especial (SRS) y la Sección de Barco Especial (el precursor del Servicio de Barco Especial o SBS). Como comandante, Mayne fue designado para comandar el Escuadrón de Asalto Especial y dirigió la unidad en Sicilia en Italia hasta finales de 1943. Luego de completar su misión en Italia, Mayne recibió un barra en la Orden de Servicio Distinguido. La cita oficial dice lo siguiente:

«El 10 de julio de 1943, el mayor Mayne llevó a cabo dos operaciones exitosas, la primera la captura de la batería de CD, cuyo resultado fue vital para el aterrizaje seguro de 13 Cuerpos. Al caer la noche, el SRS había capturado tres baterías adicionales, 450 prisioneros, además de matar de 200 a 300 italianos. La segunda operación fue capturar y mantener la ciudad de Augusta, en Sicilia.
El aterrizaje se realizó a la luz del día, una operación combinada peligrosa. Por la audacia mostrada, los italianos fueron obligados a abandonar sus puestos mientras que los equipos se salvaron de la demolición enemiga. En ambas operaciones, fue el coraje, la determinación y el excelente liderazgo del mayor Mayne lo que resultó ser la clave del éxito. Él personal condujo a sus hombres desde la nave de desembarco a la cara del fuego de ametralladoras pesadas. Con esta acción, logró forzar su camino a tierra donde era posible formar y resumir las defensas del enemigo».
Ejército Británico

En enero de 1944, Mayne fue ascendido a teniente coronel y nombrado oficial al mando del 1.º Regimiento del SAS recientemente reformado después de que Sir Stirling haya sido capturado por los alemanes. Posteriormente dirigió el SAS con gran distinción a través de las campañas finales de la guerra en Francia, los Países Bajos, Bélgica, Alemania y Noruega, a menudo haciendo campaña junto a combatientes de la resistencia local, incluidos los maquis franceses. En reconocimiento a su liderazgo y desprecio personal por el peligro mientras estaba en Francia, en el que entrenó y trabajó estrechamente con la Resistencia francesa, Mayne recibió el segundo Colegio de Abogados (Segunda barra) de su DSO. La cita oficial declaró:

«El teniente coronel Robert Blair M. ha comandado 1.º Regimiento del SAS durante todo el período de operaciones en Francia. El 8 de agosto de 1944, fue arrojado a la base Operación Houndsworth, ubicada al oeste de Dijon, para coordinar y hacerse cargo de los destacamentos disponibles de su Regimiento y coordinar sus actividades con un gran aterrizaje aerotransportado que se previó cerca de París.
Luego procedió en un jeep a la luz del día para conducir a la base GAIN haciendo el viaje completo en un día. Al acercarse a las Fuerzas Aliadas, pasó a través de las líneas en su jeep para contactar a las fuerzas americanas y conducir a través de las líneas su destacamento de veinte jeeps aterrizó para la Operación Wallace. Durante las siguientes semanas, penetró con éxito en las líneas alemanas y estadounidense en cuatro ocasiones para liderar partidos de refuerzos. Fue completamente debido al excelente liderazgo y ejemplo del teniente coronel Mayne, y su total desprecio por el peligro, que la unidad pudo lograr éxitos tan sorprendentes».
Ejército Británico

Durante el curso de la guerra, se convirtió en uno de los soldados mejor condecorados del ejército británico y recibió el DSO con tres barras, uno de los únicos siete militares británicos que recibió ese premio cuatro veces durante la Segunda Guerra Mundial. Además, el gobierno francés después de la posguerra le otorgó la Legión de Honor y la Croix de Guerre.

### Reputación
Durante la gira de los Leones Británicos de 1938, se dice que Mayne se relajó «destrozando hoteles y luchando contra estibadores». Durante la guerra, sus hombres lo admiraban en la batalla, pero desconfiaban de él durante los momentos de tranquilidad una vez que había consumido alcohol. Muchas leyendas urbanas de sus años de posguerra existen en Belfast y Newtownards. En su mayoría, se trata de incidentes en los que, después de beber durante varias horas, Mayne desafía a todos los hombres del bar a una pelea, que invariablemente gana. Otros relatos lo describen como un valiente líder de sus hombres y un oponente feroz.
Mayne también se describe como cada vez más retraído a medida que avanzaba la guerra, prefiriendo los libros a la compañía de amigos. Se dijo que esta tendencia se hizo más marcada después de la muerte de su padre durante la Segunda Guerra Mundial. A Mayne se le negó el permiso para asistir al funeral y una historia lo tiene embarcado en una borrachera y un alboroto en el centro de El Cairo en un esfuerzo por encontrar y golpear a Richard Dimbleby, aunque Dimbleby pudo haber estado en Londres en ese momento. Después de separar los hechos del mito, está claro que Mayne fue un héroe de guerra extraordinario, y algunas de las críticas provienen de la incredulidad de que un hombre podría haber logrado lo que Mayne logró, sin lesiones, aunque Mayne sufrió un dolor de espalda de larga data en el Desierto Occidental.
Mayne se inclinó a protestar con sus colegas en los servicios armados que mostraron poca o ninguna comprensión de la compleja política de Irlanda del Norte.

### La Cruz Victoria
La cuestión de por qué Mayne no recibió una Cruz Victoria fue planteada por sus contemporáneos, y el asunto llegó a un punto crítico cuando fue llevado ante el Parlamento británico en enero de 2006 después de una campaña pública para reabrir el caso. El Gobierno británico se negó a hacerlo, aunque la Asociación Blair Mayne prometió continuar su campaña para que se otorgue la Cruz Victoria de forma retroactiva. Las acciones de Mayne no estaban en duda y su cita, aprobada por el mariscal de campo Bernard Montgomery, comandante del Grupo Aliado del 21.º Ejército, señaló que lideró dos escuadrones de jeep blindados a través de las líneas del frente hacia Oldenburg.
El éxito de su misión de despejar el camino para la 4.ª División Blindada Canadiense y sembrar la desorganización entre el enemigo se debió a su «brillante liderazgo militar y coraje calculador» y un «acto único de valentía» que «expulsó al enemigo de una aldea clave fuertemente arraigada rompiendo así la corteza de las defensas enemigas en todo este sector». Sin embargo, en una práctica estándar de la época, el premio se rebajó a un premio menor, y Mayne recibió en cambio una tercera barra para el DSO (en otras palabras, un cuarto premio del DSO).
El mayor general Sir Robert Laycock, jefe de operaciones combinadas de la posguerra, escribió:

«Siento que debo dejarle una línea solo para decirle cuán profundamente aprecio el gran honor de poder dirigirme, como mi amigo, un oficial que ha logrado cumplir la tarea prácticamente sin precedentes de recolectar no menos de cuatro DSO (Me informan que hay otro Superman en la Royal Air Force).

Te mereces aún más y, en mi opinión, las autoridades correspondientes realmente no conocen su trabajo. Si lo hicieran, también te habrían dado un VC. Por favor, no sueñe con contestar esta carta, que trae consigo mi más sincera admiración y un profundo sentido de honor al haber estado asociada con usted en algún momento».
Robert Laycock

El Early Day Motion fue presentada ante la Cámara de los Comunes en junio de 2005 y apoyada por más de 100 parlamentarios, también declaró que:

«Esta Cámara reconoce la grave injusticia cometida contra el teniente coronel Robert Mayne, del 1.º Regimiento del SAS, quien ganó la Cruz Victoria en Oldenburg el 9 de abril de 1945; señala que esto se rebajó posteriormente, unos seis meses después, a un tercer DSO de barra, que la cita había sido claramente alterada y que David Stirling, fundador del SAS, confirmó que había un prejuicio considerable hacia Mayne y que el Rey Jorge VI preguntó por qué la Cruz Victoria "lo había eludido tan extrañamente"; observa además que el 14 de diciembre pasarán 50 años desde la muerte prematura de Col Mayne, en un accidente automovilístico, y esto será seguido el 29 de enero de 2006 por el 150 aniversario de la firma de la Royal Warrant para instituir la Cruz Victoria; y, por lo tanto, hace un llamamiento al Gobierno para que conmemore estos aniversarios ordenando a las autoridades apropiadas que actúen sin demora para restablecer la Cruz de Victoria dada por un valor personal excepcional y un liderazgo de primer orden y reconocer que las acciones de Mayne en ese día salvaron la vida de muchos hombres y ayudó enormemente al avance de los aliados en Berlín».
Cámara de los Comunes

## Después de la guerra
Después de un período con el British Antarctic Survey en las Islas Malvinas, interrumpido por una queja paralizante que había comenzado durante sus días en el ejército, Mayne regresó a Newtownards para trabajar primero como abogado y luego como Secretario de la Sociedad Jurídica de Irlanda del Norte. Sufrió un fuerte dolor de espalda que le impidió incluso ver el rugby como espectador. Raramente hablaba de su servicio de guerra.
En la noche del martes 13 de diciembre de 1955, después de asistir a una reunión regular de Friendship Lodge, Mayne continuó bebiendo con un amigo masónico en el pueblo cercano de Bangor, antes de regresar a casa en las primeras horas. Aproximadamente a las 4 de la madrugada fue encontrado muerto en su automóvil descubierto Riley en Mill Street, Newtownards, habiendo chocado con el vehículo de un granjero.
En su funeral, cientos de dolientes acudieron a presentar sus respetos y verlo enterrado en un complot familiar en el antiguo cementerio de la abadía de Movilla. Después de su muerte, un viejo amigo de la escuela conservó su joya masónica durante muchos años antes de presentarla al Consejo del Municipio de Newtownards, donde se exhibió en la Cámara de la Alcaldía de las Oficinas del Consejo.

## Condecoraciones
- En 1941 "Paddy" fue mencionado en los despachos (MID) después participar en la Campaña Siria-Líbano, comandando un escuadrón de soldados contra la Francia de Vichy.
- A principios de diciembre del 41, recibió la Orden del Servicio Distinguido (DSO) después de haber destruido los vertederos de aviones y gasolina en la redada de Wadi Tamet.
- En enero de 1943, Mayne recibe una barra en el DSO luego de haber cumplido con su misión en Italia, la cual era dirigir su unidad en la ciudad de Sicilia para empezar la batalla.
- En 1944 es ascendido a teniente coronel y pasa comandar el 1.er Regimiento del SAS y dirigirla a Francia para la acción. Después de colaborar con la resistencia francesa y haber ganado la batalla, recibe la segunda barra en el DSO.
- Luego de haber combatido en las campañas de: Bélgica, Noruega, Alemania y los Países Bajos en el 44, recibe la tercera barra en su DSO.
- Después de la posguerra, el gobierno francés le otorga la Legión de Honor (LDH) y la Croix de Guerre (CDG) al haber peleado junta con la resistencia francesa.
- Paddy no había recibido la Cruz Victoria (VC) en sus años de servicio, y fue tanta la polémica que el caso llegó al Parlamento británico en enero del 2006. El gobierno británico se negó a reabrir el caso, pero la Asociación Blair Mayne manifestó ante el parlamento hasta que fue aprobada por el Bernard Montgomery y por más de 100 parlamentarios cuando la Early Day Motion se presentó ante la Cámara de Comunes.

### Monumentos, memoriales y honores
- Una estatua de bronce de Blair Mayne de tamaño menor que el tamaño real se encuentra en Conway Square, Newtownards, y el desvío occidental de la ciudad también se llama en su honor. Monumento de Blair Mayne en Conway Square, Newtownards.

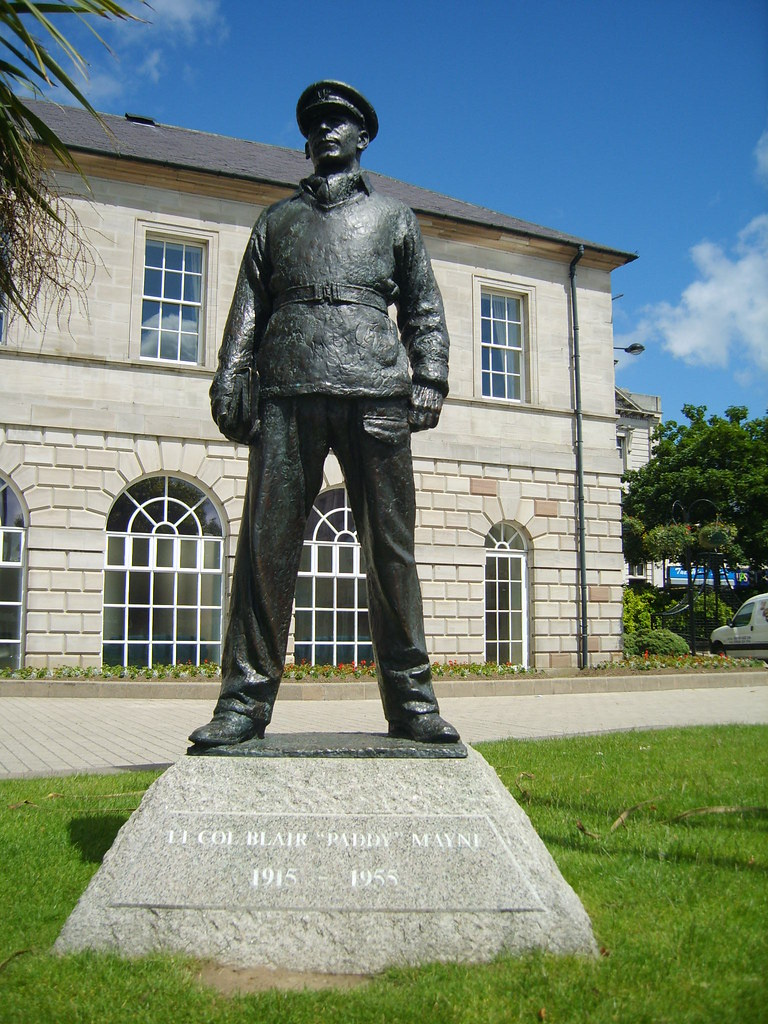
Monumento de Blair Mayne en Conway Square, Newtownards.

- En 2003, una base temporal del ejército británico en Kuwait, ocupada por el primer batallón del regimiento real irlandés, lleva su nombre: Camp Blair Mayne. Fue allí donde el teniente coronel Tim Collins del 1.er Batallón, el oficial al mando del Real Regimiento Irlandés (él mismo un exoficial del SAS), pronunció su célebre discurso ante sus tropas en la víspera de la invasión de Irak en 2003.
- Coronel Paddy de Patrick Marrinan (1960) se han escrito varios libros sobre Mayne, este fue el primero.
- Rogue Warrior of the SAS: The Blair Mayne Legend fue escrita por Roy Bradford y Martin Dillon (1989, actualizado en 2003) y presenta un prólogo de David Stirling, quien respalda el libro. Pretende separar los hechos de los mitos.
- Paddy Mayne de Hamish Ross (2004) también ha tratado de desacreditar los mitos y el carácter y las hazañas de Mayne, prefiriendo un relato más circunspecto basado en evidencia tangible. El libro de Ross está respaldado por la familia Mayne.
- El Regimiento de Michael Asher (2007) contiene una descripción detallada de la parte de Mayne en la creación del Regimiento SAS, y acredita a Mayne, en lugar de Stirling, con el papel principal en perpetuarlo. Asher presenta el relato más exacto del despido de Mayne del Comando No. 11, por golpear a su 2 i / c, Charles Napier, en lugar de su CO, Geoffrey Keyes (basado en las entradas de los diarios personales de Keyes, propiedad de Lord Roger Keyes, Private Collection)
- SAS: The History of the Special Raiding Squadron: Paddy's Men de Stewart McCLean (2006) se publicó a principios de ese año.
- Legendary Warrior of the SAS de John O'Neill (2012) describe su personaje y publica por primera vez cartas a la familia.
- Stirling's Men: The Inside History of the SAS in World War II de Gavin Mortimer (2004) también presenta extensos relatos, tanto de las hazañas de Mayne como de su personaje, de muchos soldados que sirvieron con él en el SAS.
- Los Hombres del S.A.S. En 2022 aparece como uno de los personajes protagonistas de esta miniserie, basada en el libro SAS: Rogue Heroes de Ben Macintyre. El personaje está interpretado por el actor Jack O'Connell